# Брук Соломон Ілліч
Соломон Ілліч Брук (3 лютого 1920, Рогачов, РРФСР — 1995, Москва) — радянський та російський етнограф, доктор географічних наук, професор, лауреат Державної премії СРСР (1987), заслужений діяч науки РРФСР. За цикл історико-етнографічних праць про народи і релігії світу став лауреатом Державної премії Російської Федерації за 2001 рік (посмертно). Вважається родоначальником етнічної картографії в СРСР.

## Життєпис
Відіграв провідну роль у створенні фундаментальних видань «Чисельність і розселення народів світу» (М., 1962), «Атлас народів світу» (М., 1964). Був заступником головного редактора енциклопедичних етнографічних видань «Народи світу: історико-етнографічний довідник» (1988) і «Народи Росії: енциклопедія» (1994).